# بانتسير-إم
هي النسخة البحرية من منظومة الدفاع الجوي المدفعية/الصاروخية بانتسير.
وتتشابه كلتا المنظومتين في التصميم مع الاختلاف بمنظومة المدفعية، حيث تضم منظومة بانتسير-إم مدفعين من نوع جي أس إتش-6-30كيه سداسي السبطانة، ذلك المستخدم بمنظومة أسلحة القتال القريب كاشتان. 

وإلى جانب ذلك فالمنظومة مجهزة بثمانية قاذفات صواريخ أرض جو 57E6-E وإجمالي عدد الصواريخ هو 32 صاروخًا، وسيكون بإمكان منظومة بانتسير-إم أيضًا إطلاق صواريخ هيرميس-كيه. وبهذا تبدو منظومة بانتسير-إم وكأنها مزيج من نظام الدفاع الجوي ذاتي الدفع بانتسير-اس1، ومنظومة أسلحة القتال القريب كاشتان القائمة بالفعل على أسطح العديد من السفن البحرية الروسية الصنع التي يعود تاريخها إلى الحرب الباردة.

## التطوير
يرى الروس أن الاتجاهات الحالية في تطوير القوات البحرية تجبر القوى البحرية على تجهيز سفنها بأصول موثوقة لمواجهة التهديدات الجوية، من صواريخ كروز، وأنظمة جوية بدون طيار، وطائرات وطائرات ثابتة الجناح ومروحيات. ولذا تم تطوير نظام متقدم للتصدي عمليا لجميع أصول القتل الجوي المحتملة. ويمكن تثبيته في معظم السفن الحربية الروسية، وهو يناسب أيضاً السفن المصنعة من قبل دول أخرى.
تم تطوير منظومة بانتسير-إم من قبل شركة Tula KBP، وتجمع بين سلاح المدفعية، والتسليح الصاروخي متعدد الأوضاع، ونظام التحكم في التسلح الراداري البصري، في حامل برج واحد. وتوفر المنظومة للسفن البحرية حماية معززة ضد التهديدات الجوية، كما أن لديها أيضًا القدرة على التعامل مع الهدف بالصواريخ أولاً، ثم استخدام أسلحة المدفعية في المنطقة الميتة للصواريخ المضادة للطائرات في حالة عدم تدمير الهدف.

## المواصفات
تتميز وحدة بانتسير-إم القتالية بمحطة رادار متعددة الوظائف بهوائي طوري، وصاروخ اعتراض بمدى اشتباك يبلغ 20 كم. وهذا يوفر القدرة على الاشتباك المتزامن مع أربعة أهداف، بالإضافة إلى الاشتباك مع أنواع جديدة، وكذلك الاشتباك مع الصواريخ المضادة للسفن والتهديدات الجوية الصغيرة والأهداف السطحية المحدثة. ويمكن أن تعمل الوحدة القتالية -تلقائيًا- كجزء من خلية مكونة من أربع وحدات، ويتم نشر النظام على السفن البحرية ذات إزاحات تبدأ من 300 طن.
وقد صرح سيرجي شيمزوف الرئيس التنفيذي لشركة روستيك Rostec، وهي الشركة الأم لشركة Tula KBP: “إن إنشاء كل نظام أساسي تقريبًا يتطلب حلولًا جديدة عالية التقنية." ونتيجة لذلك، فإن القدرة التدميرية للمنظومة بانتسير-إم تعد أعلى بثلاث إلى أربع مرات من إمكانات المنظومة كاشتان-إم
وهكذا تم زيادة منطقة اعتراض الصواريخ إلى 20 كيلومترات في الطول وإلى 15 كيلومترات في الارتفاع.

## النسخ
هناك نسختان: النسخة الروسية المحلية بانتسير-إم، ونسخة التصدير بانتسير-إم إي Pantsir-ME.

## المشغلون
روسيا